# Beyrode
Beyrode ist ein Weiler des Ortsteils Horsmar in der Gemeinde Unstruttal im Unstrut-Hainich-Kreis in Thüringen.

## Lage
Beyrode ist eine Streusiedlung und befindet sich im Tal der Unstrut östlich von Horsmar an der Landesstraße 2041. 500 Meter nordöstlich liegt die 317 Meter hohe Blaue Haube.

## Geschichte
Der Weiler besteht mindestens seit dem 29. November 1178. Mit diesem Datum wurde er erstmals urkundlich erwähnt. Der Sage nach wurde das Dorf verlassen, nachdem eine junge Mutter scheintot beerdigt wurde.
In den 1930er Jahren war hier das Unternehmen Wagner & Co. ansässig, das um 1940 zur Rüstungsfabrik ertüchtigt wurde und bis Kriegsende Maschinengewehre und Gewehrteile herstellte. Auch eine Brücke über die Unstrut entstand in dieser Zeit.

## Sehenswürdigkeiten
Am so genannten Königsfleck stand bis vor einigen Jahren die Königstanne, eine Fichte, die der Sage nach an den Tod eines Königs und ein zu seinem Gedenken errichtetes Grabkreuz erinnern sollte.